# Catoferia
Catoferia és un gènere amb 4 espècies que pertany a la família de les lamiàcies.

## Distribució
Podem trobar aquest gènere des de Mèxic fins a Colòmbia.

## Taxonomia
- Catoferia capitata (Benth.) Hemsl., 1882.
- Catoferia chiapensis A.Gray ex Benth., 1877.
- Catoferia martinezii Ramamoorthy, 1986.
- Catoferia spicata (Benth.) Benth., 1877.

## Sinònims
- Catopheria Benth.,